# Thomas Shimada
Thomas Shimada (トーマス嶋田?, Shimada Thomas; Filadelfia, 10 febbraio 1975) è un ex tennista giapponese.

## Carriera
Da junior vince la settimna edizione del Les Petits As nel 1989.
In carriera ha vinto 3 titoli di doppio. In doppio ha raggiunto la 40ª posizione della classifica ATP, mentre in singolare ha raggiunto il 477º posto. Nei tornei del Grande Slam ha ottenuto il suo miglior risultato raggiungendo il terzo turno in doppio misto a Wimbledon nel 2002, in coppia con la connazionale Rika Fujiwara.
In Coppa Davis ha disputato un totale di 16 partite, ottenendo 7 vittorie e 9 sconfitte.
Nel 2000 ha rappresentato il suo Paese alle Olimpiadi come singolarista.

## Statistiche

### Doppio

#### Vittorie (3)
| Numero | Anno              | Torneo                   | Superficie  | Compagno      | Avversari in finale                 | Punteggio     |
| 1.     | 23 settembre 2001 | Shanghai Open, Shanghai  | Cemento     | Byron Black   | John-Laffnie de Jager Robbie Koenig | 6-2, 3-6, 7-5 |
| 2.     | 28 luglio 2002    | Austrian Open, Kitzbühel | Terra rossa | Robbie Koenig | Lucas Arnold Ker Àlex Corretja      | 7-6, 6-4      |
| 3.     | 15 settembre 2003 | Brasil Open, Salvador    | Cemento     | Todd Perry    | Scott Humphries Mark Merklein       | 6-2, 6-4      |

### Doppio

#### Finali perse (3)
| Numero | Anno             | Torneo                                                        | Superficie  | Compagno        | Avversari in finale              | Punteggio |
| 1.     | 12 novembre 2000 | St. Petersburg Open, San Pietroburgo                          | Cemento     | Myles Wakefield | Daniel Nestor Kevin Ullyett      | 6-7, 5-7  |
| 2.     | 12 marzo 2001    | Delray Beach International Tennis Championships, Delray Beach | Cemento     | Myles Wakefield | Jan-Michael Gambill Andy Roddick | 3-6, 4-6  |
| 3.     | 27 luglio 2003   | Croatia Open Umag, Umago                                      | Terra rossa | Todd Perry      | Álex López Morón Rafael Nadal    | 1-6, 3-6  |